# Russell Mittermeier

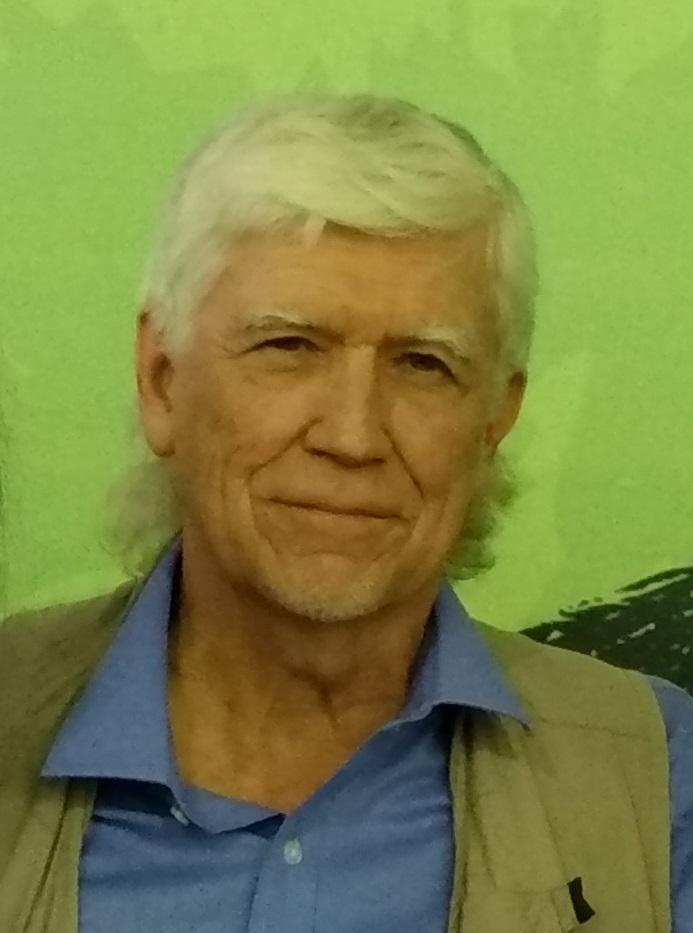
Russell Mittermeier (2020)

Russell Alan Mittermeier (* 8. November 1949 in Bronx, New York City) ist ein US-amerikanischer Anthropologe, Primatologe und Herpetologe.

## Leben und Wirken
Mittermeiers Eltern Francis Xavier und Bertha Mittermeier waren Deutsche, die nach New York City emigrierten. Als Mitglied der Phi Beta Kappa graduierte er 1971 am Dartmouth College zum Bachelor of Arts. 1973 graduierte an der Harvard University zum Master of Arts und 1977 promovierte er zum Ph.D. in Biologischer Anthropologie. 30 Jahre lang führte er Feldstudien auf drei Kontinenten durch und bereiste mehr als 20 Länder in hauptsächlich tropischen Regionen, insbesondere Brasilien, Suriname und Madagaskar. Mittermeiers Arbeit konzentriert sich auf Primaten und Schildkröten, auf Schutzgebiete und auf andere Aspekte des Naturschutzes. Er gilt als Experte für die Themenbereiche Biologische Vielfalt, Erhaltung von Ökosystemen, Tropenbiologie und Artenschutz. Seit 1989 ist Mittermeier Präsident der Naturschutzorganisation Conservation International. Darüber hinaus ist er seit 1977 Vorsitzender der Primatenschutzexpertengruppe (Primate Specialist Group) der IUCN Species Survival Commission. Von 1978 bis 1989 war er Leiter des Primatenschutzprogramms des WWF. 1987 wurde er Mitglied in der Linnean Society of New York. Zwischen 1988 und 1989 war er Vorsitzender der Arbeitsgruppe Biodiversität bei der Weltbank. Seit 1995 ist er Präsident der Margot Marsh Biodiversity Foundation, die sich weltweit für den Primatenschutz einsetzt.
Mittermeier entdeckte einige neue Primatenarten, darunter die Sanje-Mangabe, das Maués-Seidenäffchen und 2010 eine neue Lemurenart aus der Gattung der Gabelstreifenmakis. Er schrieb mehrere populärwissenschaftliche und wissenschaftliche Bücher und verfasste über 300 wissenschaftliche Artikel. Zu seinen wichtigsten Werken zählen  Lemurs of Madagascar (1994) und Hotspots. Earth's Biologically Richest and Most Endangered Terrestrial Ecoregions (1999). Seit 2009 ist er Chefredakteur der neunbändigen Buchreihe Handbook of the Mammals of the World, die beim spanischen Verlagshaus Lynx Edicions erscheint.
Seit 1991 ist Mittermeier mit Cristina Goettsch, einer aus Mexiko stammenden Meeresbiologin und Geschäftsführerin der International League of Conservation Photographers, verheiratet. Das Paar hat zwei Söhne.

## Auszeichnungen und Dedikationsnamen
1988 erhielt Mittermeier die Goldmedaille des San Diego Zoos. 1995 wurde er von Prinz Bernhard der Niederlande mit dem Verdienstorden Order of the Golden the Ark geehrt. 1997 wurde er vom brasilianischen Staatsoberhaupt mit dem Orden vom Kreuz des Südens ausgezeichnet. Der Präsident von Suriname verlieh ihm 1998 den Grand Sash and Order of the Yellow Star. 1998 wurde er in die Liste der „EcoHeroes for the Planet“ des Time Magazines aufgenommen. 2004 erhielt er den Aldo Leopold Award der American Society of Mammalogists. Daneben ist sein Name in den Artepitheta des Mittermeier-Mausmakis (2006 durch Edward E. Lewis), des Mittermeier-Wieselmakis (2006 durch Clément Rabarivola) und des Mittermeier-Nacktgesichtsakis (2014 durch Laura K. Marsh) verewigt.
2016 wurde Mittermeier zum Mitglied der American Academy of Arts and Sciences gewählt.

## Werke (Auswahl)
- 1992: Viagem philosophica: Uma redescoberta da Amazônia, 1792–1992. Index, Editora Ltda, ISBN 978-85-7083-036-4
- 1994: Lemurs of Madagascar. Conservation International, ISBN 978-1-881173-08-3 (5. Auflage 2023, Re:wild (Lynx Edicions), ISBN 978-1-7372851-6-8)
- 1997: Megadiversity: Earth's biologically wealthiest nations. CEMEX, ISBN 978-968-6397-50-5
- 1999: Hotspots: Earth's biologically richest and most endangered terrestrial ecoregions. ISBN 978-968-6397-58-1
- 2003: Wildlife Spectacles. CEMEX, ISBN 978-968-6397-72-7
- 2005: Pantanal: South America's wetland jewel. Firefly Books, ISBN 978-1-55407-090-9
- 2005: Transboundary conservation: A new vision for protected areas. CEMEX, ISBN 978-968-6397-83-3